# Ester Martin Bergsmark

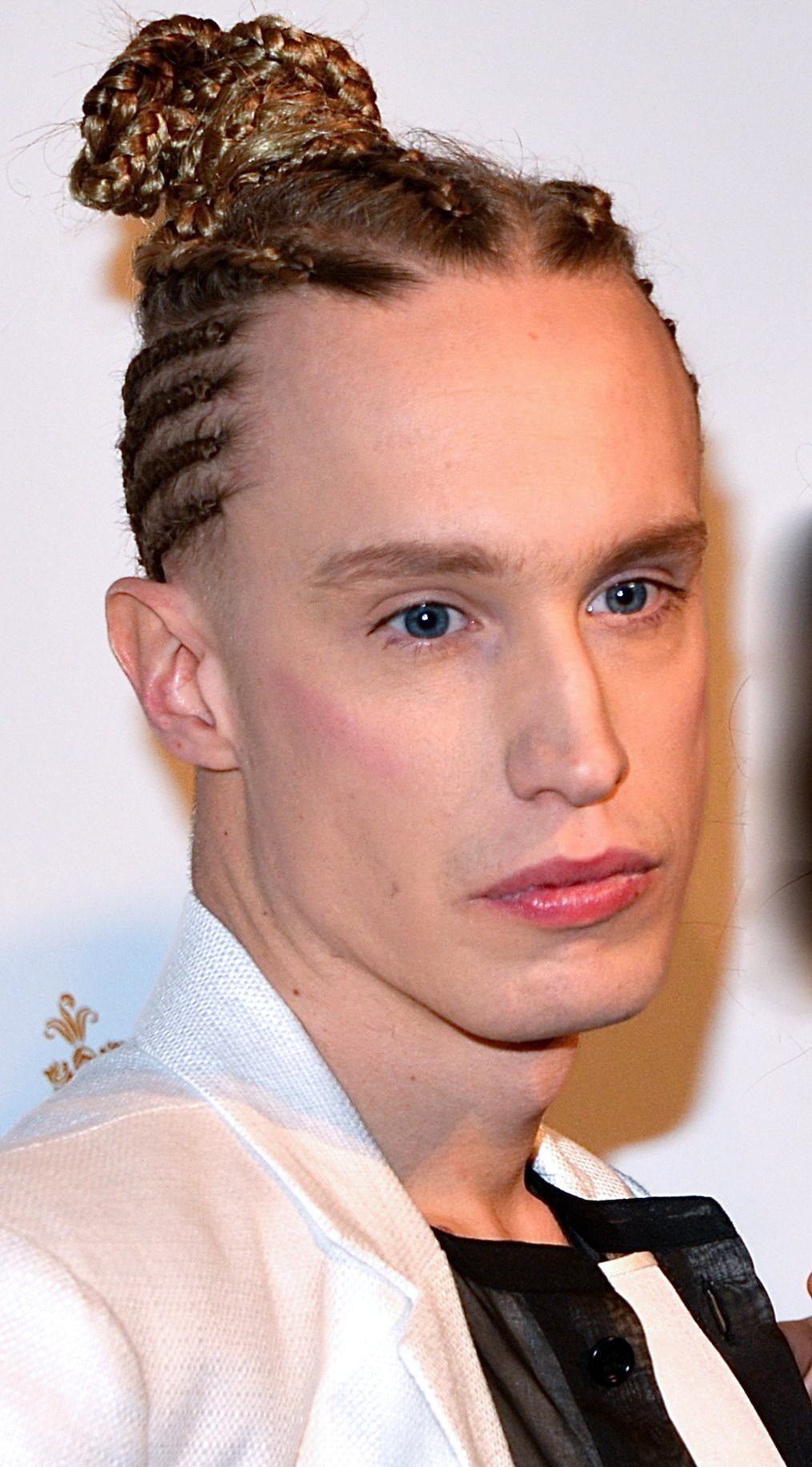
Ester Martin Bergsmark im Jahr 2013

Ester Martin Bergsmark (* 1982 in Stockholm) ist eine schwedische Person, die Filmregie macht und Drehbücher schreibt. Bergsmark schrieb die Drehbücher für die Dokumentarfilme Maggie vaknar på balkongen (2008) und She Male Snails (2012) und führte die Regie für den Spielfilm Something Must Break (2014).

## Leben
Bergsmark wurde 1982 in Stockholm geboren, studierte Dokumentarfilm an der Biskops Arnö Nordens Folkhögskola und absolvierte außerdem ein Studium an der schwedischen Kunst- und Designschule Konstfack. Zusammen mit dem schwedischen Regisseur Mark Hammarberg führte Bergsmark die Regie für den Kurzfilm Svälj (2006) und den Dokumentarfilm Maggie vaknar på balkongen (2008), welcher mit dem Guldbagge-Preis für den besten Dokumentarfilm ausgezeichnet wurde. 2009 nahm Bergsmark an dem feministischen Projekt Dirty Diaries teil. In diesem Rahmen entstanden zwölf Kurzfilme mit dem Ziel, Pornografie neu zu denken, darunter auch Bergsmarks Film Fruitcake.
2012 veröffentlichte Bergsmark zusammen mit Eli Levén den Dokumentarfilm She Male Snails, der sich mit den Erfahrungen der beiden als Transpersonen und insbesondere mit nichtbinären Geschlechtsidentitäten jenseits von männlich und weiblich beschäftigt. Der Film gewann auf dem Göteborg International Film Festival den Publikumspreis für den besten nordischen Film.
Ähnlichen Themen widmeten sich Bergsmark und Levén in dem Spielfilm Something Must Break, der erstmals 2014 auf dem Göteborg International Film Festival gezeigt wurde. Der Film handelt von jungen Menschen, die versuchen, queere Identitäten und ihre eigenen Beziehungen zu navigieren, und wurde mehrfach ausgezeichnet, unter anderem mit dem Jurypreis auf den Lesbisch Schwulen Filmtagen Hamburg, einem Tiger Award auf dem 43. International Film Festival Rotterdam, einem Jury Award bei Outfest, einem LGBT-Filmfestival in Los Angeles, sowie der Auszeichnungen für den besten Film und die beste schauspielerische Leistung (für Saga Becker) bei Queer Lisboa, einem LGBT-Filmfestival in Lissabon.
2023 vervollständigte Bergsmark das Promotionsprojekt voice under an der schwedischen Universität Stockholms Konstnärliga Högskola.

## Filmografie
- 2006: Svälj[3]
- 2008: Maggie vaknar på balkongen[2]
- 2009: Dirty Diaries (Beitrag: Fruitcake)[4]
- 2012: She Male Snails (Pojktanten)[5]
- 2014: Something Must Break (Nånting måste gå sönder)[11]
- 2018: Swedish Candy, Some Violence and a Bit Of Cat (Smågodis, katter och lite våld)[13]
- 2019: Instinct[14]

## Auszeichnungen (Auswahl)
- Mai-Zetterling-Stipendium (2014)[15]
- Kurt-Linders-Stipendium (2014)[16]
- Guldbagge-Preis für den besten Dokumentarfilm – Maggie vaknar på balkongen[17]
- Publikumspreis für den besten nordischen Film (GIFF) – She Male Snails[7]
- Jurypreis (Lesbisch Schwule Filmtage Hamburg) – She Male Snails[8]
- Tiger Award (International Film Festival Rotterdam) – She Male Snails[1]
- Jury Award (Outfest) – She Male Snails[9]
- Bester Film (Queer Lisboa) – She Male Snails[10]